# Stephen Dunn (ingénieur du son)
Pour les articles homonymes, voir Stephen Dunn et Dunn.
Stephen Dunn est un ingénieur du son américain né le 26 décembre 1894 à Modesto (Californie) et mort le 3 février 1980 à Napa (Californie).

## Biographie
Stephen Dunn est un ingénieur du son responsable du département Son des studios RKO, et qui a été récompensé à plusieurs reprises aux Oscars

## Filmographie
- 1945 : Les Cloches de Sainte-Marie (The Bells of St. Mary's) de Leo McCarey
- 1944 : Music in Manhattan de John H. Auer
- 1943 : Vivre libre (This Land is Mine) de Jean Renoir
- 1942 : Lune de miel mouvementée (Once Upon a Honeymoon) de Leo McCarey

## Distinctions

### Récompenses
- Oscar du meilleur mixage de son :
  - 1946 pour Les Cloches de Sainte-Marie
  - 1944 pour Vivre libre
- Oscars 1944 : Oscar scientifique et technique pour le développement d'un matériel électronique

### Nominations
- Oscar du meilleur mixage de son :
  - 1943 pour Lune de miel mouvementée
  - 1945 pour Music in Manhattan